# Catasticta rosea
Catasticta rosea är en fjärilsart som beskrevs av James John Joicey och Rosenberg 1915. Catasticta rosea ingår i släktet Catasticta och familjen vitfjärilar. Inga underarter finns listade i Catalogue of Life.